# 石果红山茶
石果红山茶（学名：Camellia lapidea）为山茶科山茶属的植物。分布于中国大陆的广东、广西、贵州等地，目前尚未由人工引种栽培。